# Dobriša Cesarić: Odabrane pjesme (serija)
Dobriša Cesarić: Odabrane pjesme je hrvatska animirana web-serija podijeljena u 17 nastavaka, koja je spoj naracije najljepših Cesarićevih pjesama, glazbe i animacije. 

## Radnja
U 17 različith epizoda protežu se, primjerice, njegove pjesme "Dvoje", "Večernji vidik", "Orao u volijeri", "Balada iz predgrađa", itd.

## Emitiranje epizoda
| Broj epizode | Naslov                       | Datum emitiranja    |
| ------------ | ---------------------------- | ------------------- |
| Epizoda 1    | Balada iz Predgrađa          | 20. rujna 2013.     |
| Epizoda 2    | Rana ptica                   | 22. rujna 2013.     |
| Epizoda 3    | Dvoje                        | 24. rujna 2013.     |
| Epizoda 4    | Pred sivom kućom             | 26. rujna 2013.     |
| Epizoda 5    | Željeznicom                  | 28. rujna 2013.     |
| Epizoda 6    | Kad budem trava              | 30. rujna 2013.     |
| Epizoda 7    | Mala kavana                  | 2. listopada 2013.  |
| Epizoda 8    | Svjetlo u dolini             | 4. listopada 2013.  |
| Epizoda 9    | Večernji vidik               | 6. listopada 2013.  |
| Epizoda 10   | Orao u volijeri              | 8. listopada 2013.  |
| Epizoda 11   | Polusan                      | 10. listopada 2013. |
| Epizoda 12   | Naranča                      | 12. listopada 2013. |
| Epizoda 13   | Tiho, o tiho govori mi jesen | 14. listopada 2013. |
| Epizoda 14   | Pjesma o smrti               | 16. listopada 2013. |
| Epizoda 15   | Primjer                      | 18. listopada 2013. |
| Epizoda 16   | Primjer                      | 20. listopada 2013. |
| Epizoda 17   | Primjer                      | 22. listopada 2013. |

## Sudjelovali

### Uloge
- Narator #1: Hrvoje Klecz
- Narator #2: Lovro Preprotnik

### Kreativni tim
- Autor: Irena Grgić
- Scenarij: Dobriša Cesarić (pjesme)
- Producent: Sanja Graz
- Montaža: Mario Bogdan
- Produkcija: Magnolia Naklada

## Glazba
Glazba koja svira u seriji je klasična glazba iz različitih glazbenih epoha, te tako se pojavljuje glazba iz renesanse, klasicizma ili romantizma. U pojedinim se epizodama mogu čuti skladbe Mozarta, Bacha, Haydna ili Debussyja. 

## Datum objavljivanja
Serija je prvi put objavljena 20. rujna 2013. na internetu, točnije na stranici Youtube. Svaka nova epizoda objavljivala se svaki drugi dan zaključno s zadnjom epizodom koja je objavljena 22. listopada 2013.

## Vanjske poveznice
- "Dobriša Cesarić: Odabrane pjesme" na IMDb-u
- "Dobriša Cesarić: Odabrane pjesme" na Youtube-u